# Lipaleyrodes atriplex
Lipaleyrodes atriplex là một loài côn trùng cánh nửa trong họ Aleyrodidae, phân họ Aleyrodinae.
Lipaleyrodes atriplex được Froggatt miêu tả khoa học đầu tiên năm 1911.